# Liebling der Götter (1930)
Liebling der Götter ist ein deutsches Künstlermelodram von Hanns Schwarz mit Emil Jannings und Renate Müller in den Hauptrollen.

## Handlung
Der Tenor Albert Winkelmann ist ein gefeierter Künstler, den alle für seine Sangeskunst bewundern und dem speziell die Frauen en masse zu Füßen liegen – kurz: Er ist ein „Liebling der Götter“. Seine Ehefrau Agathe sieht die Vorliebe ihres bohemienhaften Gatten für das „schwache Geschlecht“ mit einiger Sorge. Doch Winkelmann weiß stets alles miteinander zu arrangieren: einerseits lebt er seine Lebenslust aus, gut zu essen und zu trinken, lässt sich feiern und von der Frauenwelt anschmachten. Andererseits gibt er seiner Frau das Gefühl, dass zu Hause gegessen wird und nur sie für ihn zählt. Vom offenbar ungetrübten Glück beseelt, glaubt der wuchtige Sänger nicht, dass ihm irgendetwas je die Karriere verhageln könnte. Doch eines Tages teilt ihm sein Hausarzt Dr. Marberg mit, dass es um seine Gesundheit, genauer gesagt um sein Herz, schlecht bestellt sei. Wie so oft schlägt der lebensfrohe Künstler auch diese Warnung mit Spott und Hohn in den Wind, verlässt sich auch weiterhin darauf, dass ihm, dem Liebling der Götter, schon nichts passieren werde, und begibt sich auf eine Südamerika-Tournee, wo er noch größere Triumphe feiern möchte. 
Doch vor Ort behagt ihm das heiße, feuchte Klima ganz und gar nicht, und prompt macht sich nicht nur Herzrasen bemerkbar: Zu allem Überfluss machen jetzt auch noch seine Stimmbänder schlapp, sodass Winkelmann nicht mehr singen kann und die Tournee abbrechen muss. Frustriert und zutiefst niedergeschlagen reist er heim nach Österreich. Selbst seine Frau weiß nicht, wie schlimm es um seine Gesundheit bestellt ist. Sie ist froh, ihn jetzt endlich auch einmal nur für sich zu haben. Winkelmann stemmt sich gegen die Vorstellung, dass er sich unter diesen Umständen nolens volens zur Ruhe setzen muss. Nach außen hin spielt er den lediglich vorübergehend erschöpften Sänger, der freiwillig die Ruhe daheim am Wolfgangsee genießen möchte und daher zukünftige Angebote für Auftritte abzulehnen gedenkt. In Wahrheit aber drängt es ihn auch weiterhin auf die Bühne, zurück ins Scheinwerferlicht. Als er eines Tages aus Übermut wieder ein Lied anzustimmen beginnt, ist urplötzlich seine Stimme wieder zurückgekehrt. Agathe sieht jetzt ein, dass ihr Mann als Ruheständler todunglücklich sein würde. Seine Kunst gehört allen, und seine Welt ist die Bühne.

## Produktionsnotizen
Liebling der Götter entstand ab dem 26. Mai bis Ende Juni 1930. Außendrehorte waren St. Wolfgang am Wolfgangsee (Salzkammergut) und Wien. Die Studioaufnahmen entstanden in den UFA-Ateliers in Neubabelsberg. Die Uraufführung fand am 13. Oktober 1930 im Berliner Gloria-Palast statt, in Österreich lief Liebling der Götter am 11. Dezember 1930 in Wien an.
Max Pfeiffer diente dem Produzenten Erich Pommer, der auch die Produktionsleitung übernahm, als Aufnahmeleiter. Die Texte zu Karl M. Mays und Willy Schmidt-Gentners Kompositionen stammen aus der Feder von Richard Rillo, Schmidt-Gentner übernahm auch die musikalische Leitung. Die Filmbauten entwarf Erich Kettelhut, die Kostüme stammen aus der Hand von René Hubert. Fritz Thiery sorgte für den Ton.
Es wurden folgende Musiktitel gespielt:
- Ich bin ja so vergnügt (Musik: May, Text: Rillo)
- Ich sing’ dir ein Liebeslied (Musik: Schmidt-Gentner, Text: Rillo).

Die Aufnahmen erschienen im Musikverlag Ufaton-Verlag GmbH, Berlin.
In den Szenen, in denen Emil Jannings zu singen hatte, wurde der Gesang von dem Tenor Marcel Wittrisch übernommen.
Der 30 Jahre später entstandene, gleichnamige Film Liebling der Götter von Gottfried Reinhardt ist kein Remake dieses Films und steht auch in keinem inhaltlichen Zusammenhang mit ihm. In dieser Inszenierung werden zentrale Lebenspassagen der Hauptdarstellerin des 1930er-Films, Renate Müller, nacherzählt.

## Kritiken
In der Österreichischen Film-Zeitung hieß es am 6. Dezember 1930: „Hier tritt uns entschieden der menschlichste Jannings entgegen, den wir bisher im Film kennen gelernt haben: am menschlichsten darum, weil der Künstler hier gewissermaßen Gelegenheit hat, sich selbst zu spielen, eine fröhliche unkomplizierte Künstlernatur, ohne Maske, ohne Notwendigkeit, sich auf einen bestimmten, vorgeschriebenen Charakter einzustellen. Daran ändert auch der Umstand nichts, daß er einen Sänger spielt. (…) Diese Handlung ist mit einer Fülle reizvoller kleiner Episoden ausgeschmückt und außerdem durch wunderschöne Aufnahmen aus dem Salzkammergut umrahmt.“
Paimann’s Filmlisten resümierte: „Kein Janningsfilm des üblichen Formates, eine Skizze. Denn wollte man es als abgeschlossenes, dramatisches Erlebnis werten, dann wäre alles nach der Heimkehr ein abschwächender Epilog. Dies über das Sujet, welches dem Künstler, den Marcel Wittrisch in den Gesangspartien vertritt, eine nicht allzu diffizile aber dankbare Rolle bietet. Der Dialog ist geschickt in die Handlung eingebaut, die ausgezeichneten Typen beleben. Regietechnisch ist die visuell-akustische Kombination vieler Übergänge erwähnenswert. (…) Gesamtqualifikation: Fast ein Schlager.“
Im Lexikon des Internationalen Films heißt es: „Verstaubter, klischeehafter Unterhaltungsfilm, trotz Emil Jannings, der in der Hauptrolle alle darstellerischen Register zieht.“